# Grand-Santi
Grand-Santi és un municipi francès, situat a la regió d'ultramar de la Guaiana Francesa. L'any 2006 tenia 3.351 habitants. Limita al nord amb Apatou, a l'est amb Saint-Laurent-du-Maroni i Mana, al sud amb Papaïchton i a l'oest amb Surinam. La majoria de la població són djuka, ètnia formada per antics esclaus cimarrons fugits de Surinam. També hi ha refugiats surinamesos als poblats de Gaa Kaba, Grand Citron, Ana Kondé i Lioni. Els punts més alts són la muntanya Kotika (730m) i les Gaa Kaba (552m).

En roig el territori comunal de Grand-Santi.

## Demografia
| 1962                                       | 1968 | 1975 | 1982 | 1990  | 1999  |
| ------------------------------------------ | ---- | ---- | ---- | ----- | ----- |
| ?                                          | ?    | ?    | ?    | 1.786 | 2.862 |
| Des de 1962: població sense dobles comptes |      |      |      |       |       |

## Administració
| Període | Identitat   | Partit |
| ------- | ----------- | ------ |
| 2001-   | Paul Martin |        |

## Història
- 1930: Creació del territori de l'Inini, divisió administrativa que conté Grand-Santi
- 1946: Departamentalització de la Guaiana, el territori es va convertir en un Districte d'Inini
- 1968: Creació del cercle municipal de Grand-Santi-Papaïchton-Apatou
- 1969: Els cercles municipals es transformen en els municipis
- 1976: Separació de les comunes d'Apatou i Grand-Santi-Papaïchton
- 1992: Separació de les comunes de Papaïchton i Grand-Santi

## Galeria d'imatges

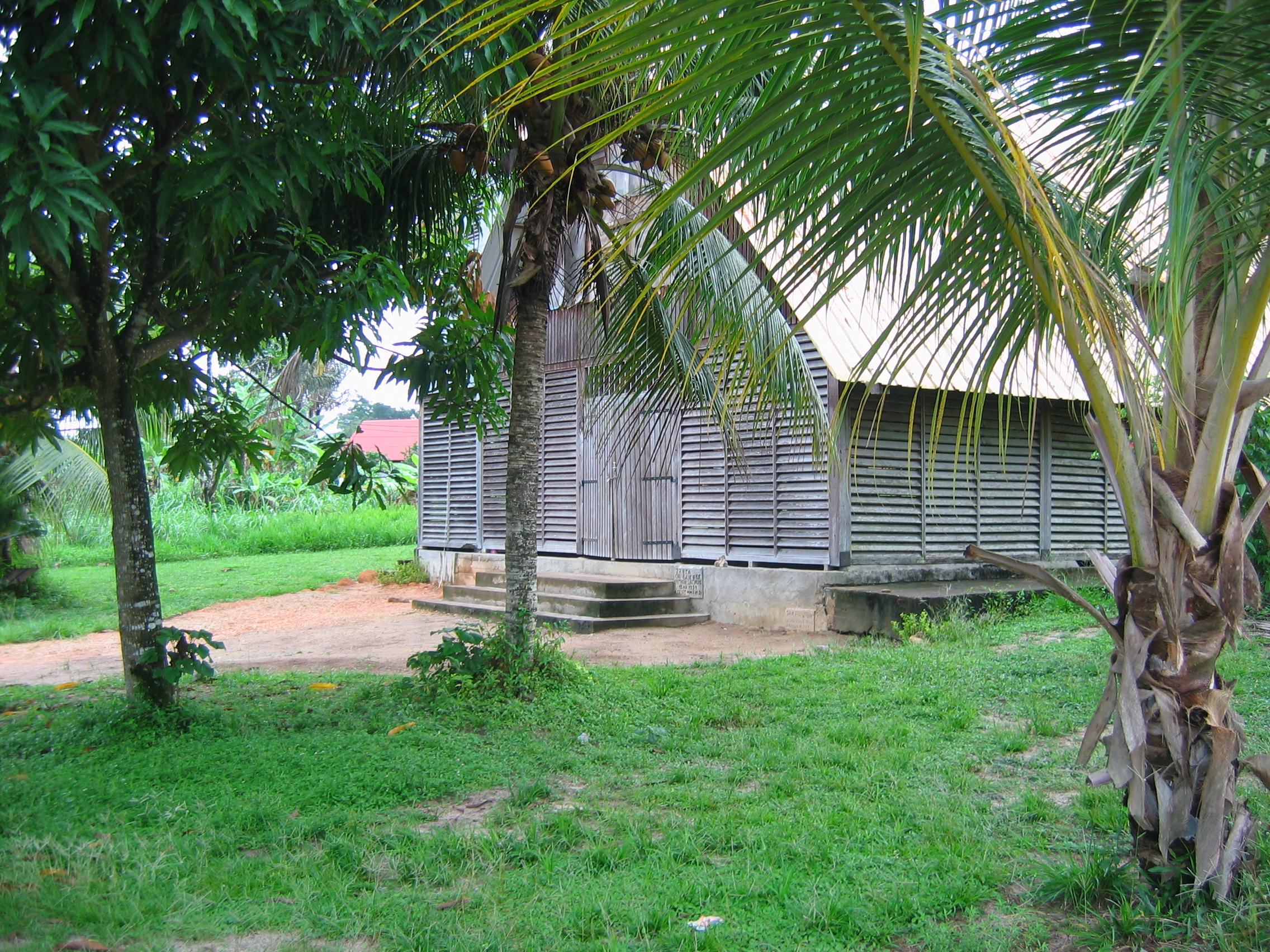
Església de Grand-Santi
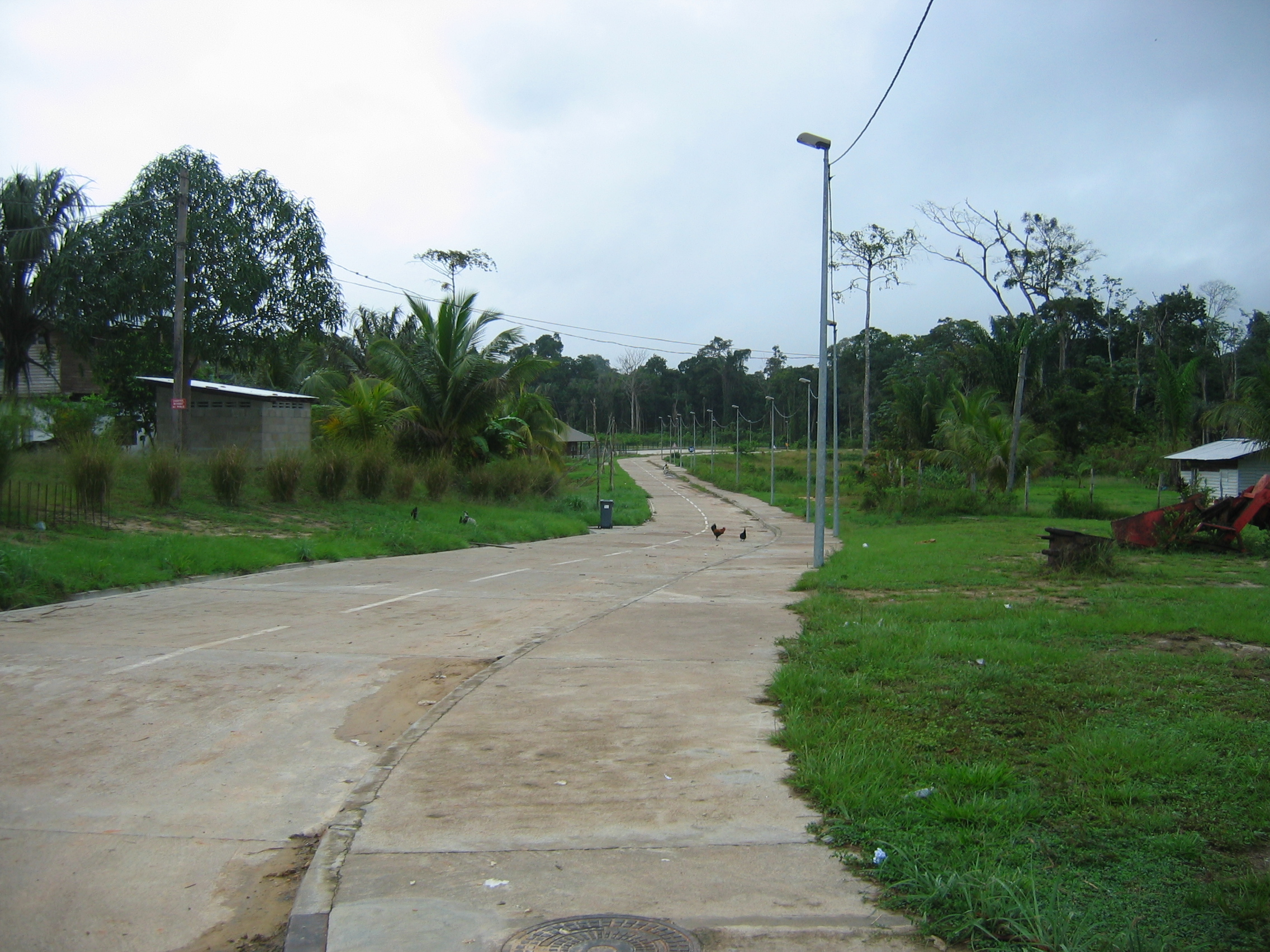
Ruta en direcció del col·legi de Grand-Santi
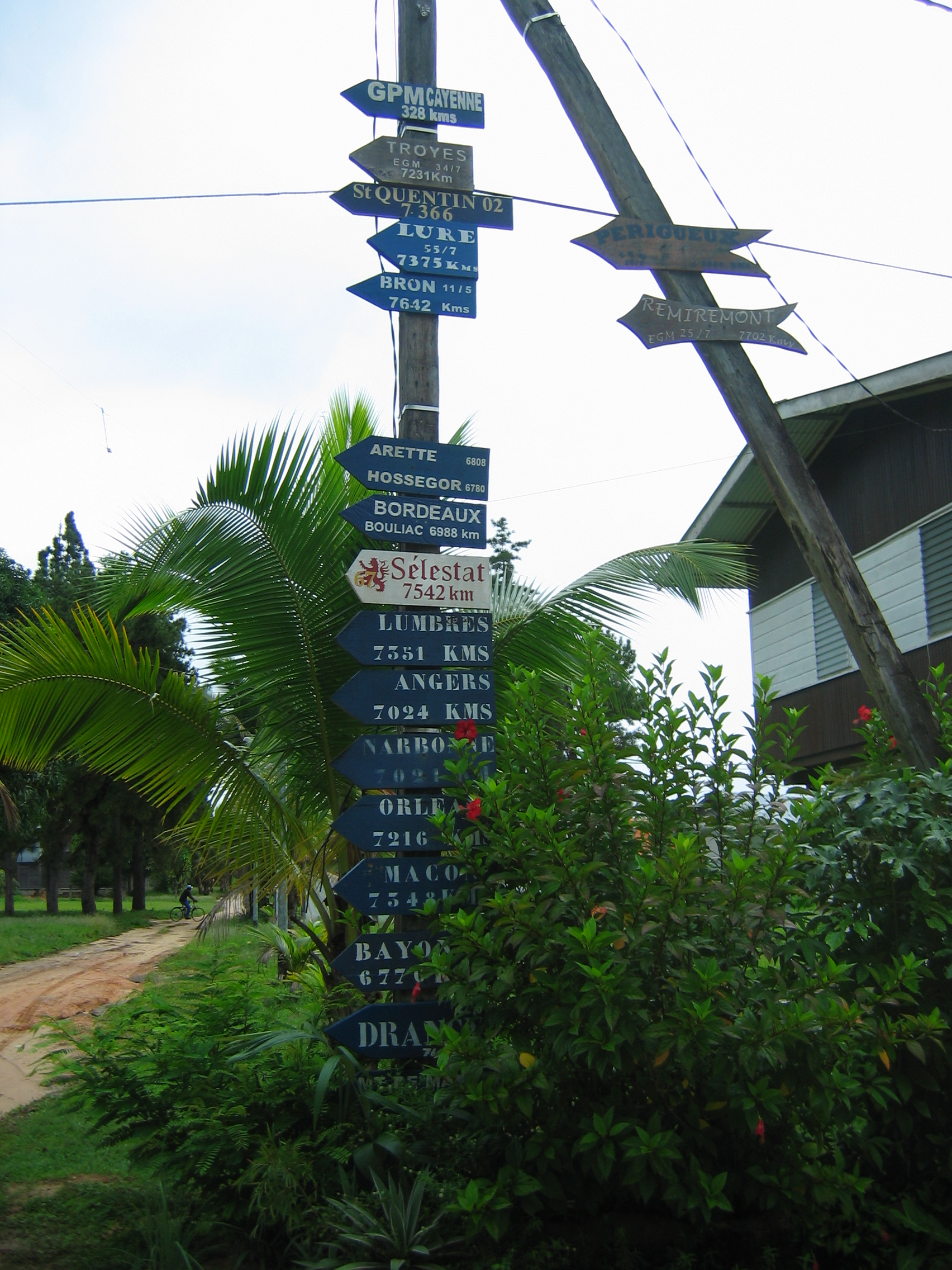
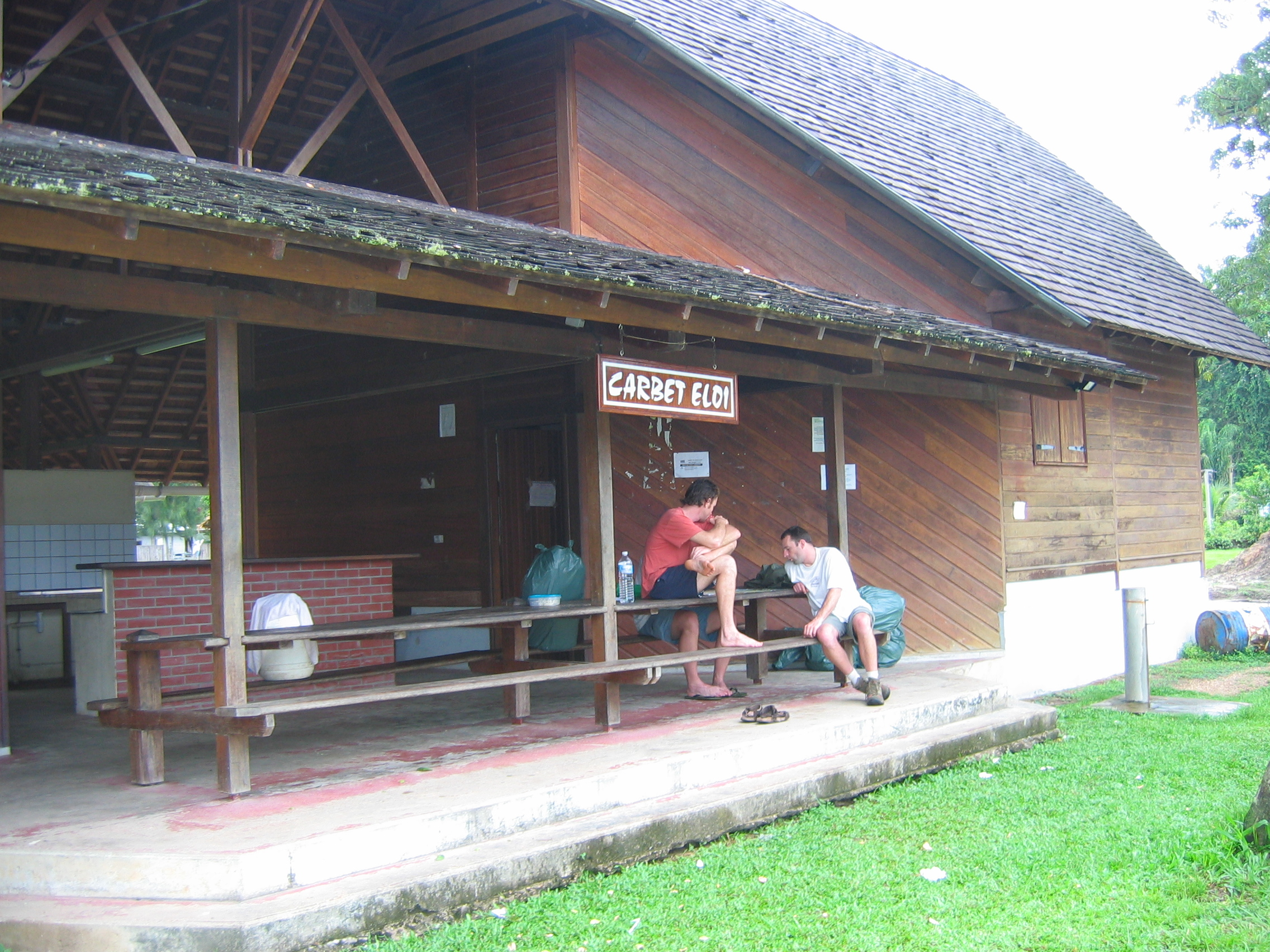
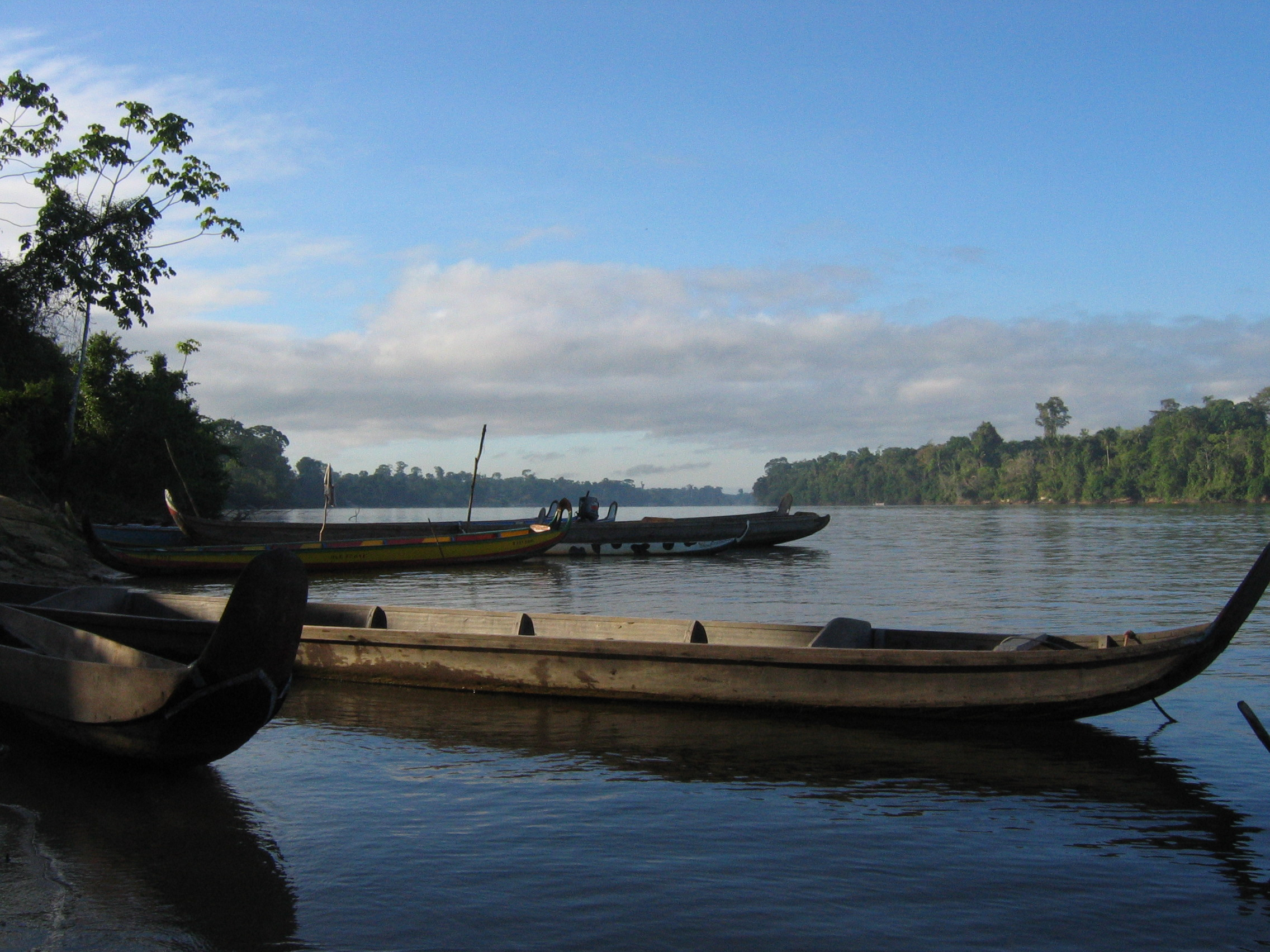
Riu Maroni (Lawa) a Grand Santi